# Bromley Cross

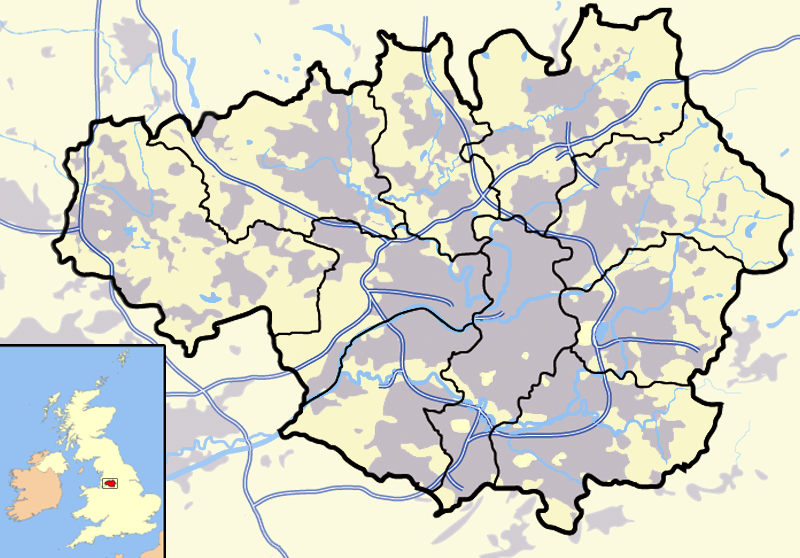
Carte de Bromley Cross.

Bromley Cross est une ville britannique situé au sud de Turton dans la région métropolitaine de Bolton et Manchester, (Angleterre). Historiquement une partie du Lancashire se trouve à côté de Bromley Cross.
Une station de chemin de fer à Bromley Cross se trouve sur la ligne de Ribble Valley Line.
Bromley Cross tire son nom d'une ancienne croix chrétienne, qui a disparu depuis longtemps.
Cette ville anglaise s'est énormément agrandie au XIXe siècle.  

### Sources
- (en) Cet article est partiellement ou en totalité issu de l’article de Wikipédia en anglais intitulé « Bromley Cross » (voir la liste des auteurs).